# Don Dixon
Don Dixon (Easton, Pensilvania; 3 de junio de 1951) es un pintor e ilustrador estadounidense contemporáneo de arte espacial. Ha participado en exposiciones de pintura y convenciones de ciencia ficción en Alemania, Noruega y Estados Unidos. Su obra se caracteriza por una «luminosidad suave», según su colega Ron Miller.

## Biografía
Dixon nació el 3 de junio de 1951 en la ciudad de Easton, Pensilvania. Es el hijo único de Donald Dixon (militar estadounidense de ascendencia irlandesa) y Filomena Buscemi (de ascendencia siciliana), ambos originarios de Easton. Su padre falleció en Francia en un accidente automovilístico pocos meses después del nacimiento de su hijo. Dixon fue criado por su madre viuda en Nueva Jersey; Ontario, Canadá y finalmente en California. En los primeros años de su vida mostró un gran interés por la astronomía, así como una gran capacidad artística. Con dieciocho años ingresó en la Universidad de California en Berkeley para estudiar física y comenzó su carrera artística a principios de los años 1970, cuando recibió la tarea de crear ilustraciones para las misiones espaciales de la NASA. Es cofundador de la Asociación Internacional de Artistas Astronómicos (IAAA) y director artístico del Observatorio Griffith en Los Ángeles. Actualmente reside en Long Beach, California.

## Obra
La pintura de Dixon sigue la tradición de Chesley Bonestell, astrónomo y pintor estadounidense que es considerado como el fundador del arte espacial moderno. Sus obras se caracterizan por su realismo astronómico y su estética minuciosa. Dixon nombra a Vincent van Gogh, Johannes Vermeer y a Albert Bierstadt como sus principales fuentes de inspiración artística. También menciona el neoplatonismo alejandrino del siglo III como una gran inspiración estética. Produjo la mayoría de sus primeras obras al óleo sobre lienzo, pero a lo largo de su carrera ha realizado la gran parte de su pintura en acrílico y en gouache, medios que le permiten obtener la exactitud realista que es particular de su obra. Desde finales de los años 1990 usa principalmente Adobe Photoshop y Cinema 4D para crear sus obras comerciales.
Ha diseñado arte de tapa para varias revistas norteamericanas, incluyendo Scientific American, Sky & Telescope, OMNI, The Magazine of Fantasy & Science Fiction y Astronomy.